# Melitaea ignaea
Melitaea ignaea är en fjärilsart som beskrevs av Ruggero Verity 1929. Melitaea ignaea ingår i släktet Melitaea och familjen praktfjärilar. Inga underarter finns listade i Catalogue of Life.